# Piotr Zieliński (cyclisme)
Pour les articles homonymes, voir Zieliński.
Pour le footballeur polonais, voir Piotr Zieliński (football).
Piotr Zieliński est un coureur cycliste polonais, né le 3 mai 1984 à Ostrowiec Świętokrzyski (Pologne). Il a été professionnel de 2006 à 2009. Il évolue désormais au sein du VC Pays de Lorient depuis 2010.

## Biographie
Piotr Zieliński, naît le 3 mai 1984 à Ostrowiec Świętokrzyski en Pologne où il passe son enfance avec ses parents et son frère Kamil. Il se passionne pour le cyclisme et s'inscrit dans un petit club local où il se fera vite remarquer grâce à son fort potentiel pour gagner des courses. En 2002,  alors qu'il n'est que junior, il devient Champion de Pologne de la course aux points. 
Par la suite, désireux de progresser, il arrive en France, dans le Finistère, dès février 2003 pour rejoindre l'équipe de Yvon Pinvidic, l'EC Landerneau (Landerneau, 29) dirigée par Jeannot Marhic et Jean-Jacques Lamour. Ne parlant pas un mot de français à son arrivée, il apprend vite la langue et s'intègre facilement à l'environnement breton, nouant ainsi de fortes amitiés. Mendant deux ans, Piotr reste dans l'équipe en tant que leader, remportant ainsi cinq victoires nationales en 2003 et également cinq en 2004, notamment le Trophée Crédit Agricole Espoir. Pendant ces deux années, il vit à Daoulas, découvrant ainsi les beaux paysages du Finistère. 
Pour la saison 2005, il s'installe à Lorient (Morbihan), et signe au VC Pays de Lorient, et, avec l'aide de Guy Tréhin, son entraineur, remporte trois victoires dont le Grand Prix de Plouay amateurs. Grâce à cette victoire, il passe pro dans l'équipe professionnelle Bretagne-Jean Floc'h qu'il intègre début 2006.     
Pour Piotr, la saison 2006 au sein de l'équipe Bretagne-Jean Floc'h, a pour seul but de lui faire apprendre et découvrir une équipe professionnelle. Il s'intègre également vite au groupe et remporte une étape du Giro di Valsesia en Italie. Ayant signé pour deux ans, on le retrouve en 2007, avec les couleurs de Bretagne Armor Lux. Il remporte la deuxième étape des Quatre Jours de Dunkerque, le Grand Prix Gilbert Bousquet (Landivisiau), la Route bretonne, le Critérium de Lorient... 
Il signe à nouveau chez Bretagne Armor Lux pour la saison 2008. En juin, il remporte la première étape des Boucles de la Mayenne, puis en août, il confirme son talent  en remportant la course à étapes la Mi-août bretonne.
Pour la saison 2009, il s'engage avec l'équipe polonaise CCC-Polsat, et revient en France en 2010 au VC Pays de Lorient tout en négociant un contrat avec l'équipe Romet-Weltour. Les négociations ayant échoué, il retourne en 2011 au VC Pays de Lorient en DN3.

## Palmarès
- 2001
  - 1re étape du Tour de la région de Łódź
  - 2e du Tour de la région de Łódź
- 2002
  -  Champion de Pologne de la course aux points
- 2003
  - 2e et 12e étapes de la Ronde finistérienne
  - 2e et 4e étapes du Trophée Avan-Moros
- 2004
  - Grand Prix de la ville de Brest
  - Grand Prix de la ville de Saint-Brieuc
  - Trophée Kan-Al-Loar à Landerneau
  - Trophée Crédit Agricole Espoir
- 2005
  - Grand Prix de Plouay amateurs
  - 1re étape du Kreiz Breizh Elites
  - Grand Prix d'Armorique
  - 2e du Grand Prix Michel-Lair
  - 3e du Grand Prix Gilbert-Bousquet
- 2006
  - Giro di Valsesia 2
  - 2e du Giro di Valsesia
  - 2e du championnat de Pologne sur route espoirs
  - 3e du championnat de Pologne du contre-la-montre espoirs
- 2007
  - Route bretonne
  - Grand Prix Gilbert Bousquet
  - 2e étape des Quatre Jours de Dunkerque
  - Grand Prix de la ville de Lorient
  - 2e du Circuit des Deux Provinces
  - 3e du Circuit du Morbihan
  - 3e de la Classic Loire-Atlantique
- 2008
  - 1re étape des Boucles de la Mayenne
  - Mi-août bretonne :
    - Classement général
    - 2e étape

  - 2e du Grand Prix d'Armorique
  - 2e du Trio normand
- 2009
  - Prologue du Wyścig Szlakiem Bursztynowym
- 2010
  - Boucles de l'Oust et de Lanvaux
  - 2e du Grand Prix Gilbert Bousquet
- 2011
  - Route de Basse Vilaine
  - 1re et 7e étapes du Trophée Aven Moros
  - 3e étape de l'Essor breton
  - Grand Prix de Vannes
  - Grand Prix de Hennebont
  - Grand Prix de Mauron
  - 3e du Tour de Mable et Vienne
- 2012
  - Grand Prix de la Roche aux Fées
  - Grand Prix de Lorient
  - Ronde finistérienne :
    - Classement général
    - 7e étape
- 2013
  - Grand Prix de la Pentecôte à Moncontour
  - Critérium de Plumelec
  - Ronde finistérienne :
    - Classement général
    - 1re et 10e étapes

  - Classement général de La SportBreizh
  - TAM - Bannalec
  - Tour de Belle-Île-en-Mer
- 2014
  - Champion du Morbihan sur route
  - Ronde du Porhoët
  - Grand Prix René Le Mené
  - 4e étape de l'Essor breton
  - TAM - Ergué-Gabéric
  - Grand Prix de Lanester
  - 8e étape de la Ronde finistérienne
  - Souvenir René-Lochet
  - 2e des Boucles dingéennes
- 2015
  - Grand Prix de Lanester
  - Grand Prix d'Arzon
  - Grand Prix du Chistr'Per
  - Grand Prix de Lorient
  - Grand Prix de Lorient-Lanveur
  - 2e du Circuit du viaduc
  - 2e du Circuit des Deux Provinces
- 2017
  - Grand Prix de Lanester
  - Grand Prix de Saint-Philibert Trégunc
  - Grand Prix de Lorient-Lanveur
- 2018
  - Grand Prix de la Pentecôte à Moncontour
  - Ronde finistérienne :
    - Classement général
    - 5e étape

## Classements mondiaux
| Année           | 2006 | 2007 | 2008 | 2009 |
| --------------- | ---- | ---- | ---- | ---- |
| UCI Europe Tour | 396e | 401e | 775e | 750e |